# باسم العلي
باسم العلي هو مغني عراقي ولد في سنة 1965 وله الكثير من الأغاني المشهورة مثل : "شوية شوية"، "شكتبلكم"، "مشتاقلك موت"، وغيرها من الأغاني الجميلة.
كانت بداياته في فرقة الإنشاد كونه كان يعمل منتسب في القوة الجوية العراقية في ثمانينات القرن العشرين، شارك في أغنية صقور الجو، ولد في منطقة الشعب ببغداد يعيش حالياً مع زوجته في هولندا، يتميز بصوت قوي وبراق جميع أغانيه من تلحينه.

## الأغاني
- شوية شوية
- شكتبلكم
- مشتاكلك موت
- كوم يا دكتور
- خالة يا خالة
- أوكف يا زمن
- لا يا قلبي